# 耶馬台 (小惑星)
耶馬台（やまたい、4929 Yamatai）は小惑星帯の小惑星である。東京天文台木曽観測所で香西洋樹と古川麒一郎が発見した。
古代の日本に存在した邪馬台国に因んで命名された。